# Аракелян, Бабкен Николаевич
Бабкен Николаевич Аракелян (арм. Բաբկեն Նիկոլայի Առաքելյան, 1 февраля 1912, с. Гечерлу, Эчмиадзинский уезд, Эриванская губерния, Кавказское наместничество, Российская империя — 16 августа 2004, Ереван) — армянский археолог, академик АН Армянской ССР.

## Биография
Бабкен Николаевич Аракелян окончил Ереванский государственный университет в 1938 году. В 1941—1945 гг. участвовал в Великой Отечественной войне.
После войны работал в научным сотрудником в различных научных учреждениях, в 1954 году стал доцентом Ереванского государственного университета, в 1955 году — профессором. В 1968 году стал член-корреспондентом АН Армянской ССР, в 1974 году — академиком. С 1959 по 1990 год возглавлял Институт археологии и этнографии Армянской ССР.

## Научная работа
Основные труды посвящены вопросам истории Армении, искусства Армении.

## Награды
- Орден Красного Знамени (10.02.1945)[4]
- Орден Отечественной войны I степени (6.04.1985)
- Орден Отечественной войны II степени (5.06.1945)
- Два ордена Трудового Красного Знамени (18.03.1976, 29.01.1982)
- Орден Красной Звезды (16.10.1943)
- Медаль «За отвагу» (7.02.1943)[5]
- Медаль «За трудовую доблесть» (4.01.1955)
- Медаль «За оборону Кавказа» (30.03.1945)
- Медаль «За победу над Германией в Великой Отечественной войне 1941—1945 гг.» (12.09.1945)
- Государственная премия Армянской ССР (1978, 1986).
- Заслуженный деятель науки Армянской ССР (1965).